# Der Sternenhimmel
Der Sternenhimmel ist ein astronomisches Jahrbuch für die Schweiz und Deutschland. Es erscheint unter dem Patronat der Schweizerischen Astronomischen Gesellschaft, seine Zielgruppe sind Hobby-Astronomen.
Bekannt ist das Jahrbuch für sein handliches Tabellenwerk und durch seine gut redigierten Fachartikel. Da es 1941 vom Amateurastronomen Robert A. Naef begründet und über mehrere Jahrzehnte herausgegeben wurde, wird es auch „der Naef“ genannt. Seit 1985 ist Hans Roth Herausgeber. Das Buch erscheint seit 1941 jährlich, sodass die Ausgabe für das Jahr 2020 den 80. Jahrgang darstellt. Es wurde von 1941 bis 1995 vom Verlag Sauerländer (Aarau), danach bis 2005 vom Birkhäuser Verlag (Basel/Berlin) veröffentlicht und erscheint seitdem jeweils Mitte September des Vorjahres im Kosmos-Verlag mit rund 350 Seiten Umfang. Im Sternenhimmel 2024 wurde im Vorwort die Einstellung dieses Jahrbuchs angekündigt.